# Pelucones

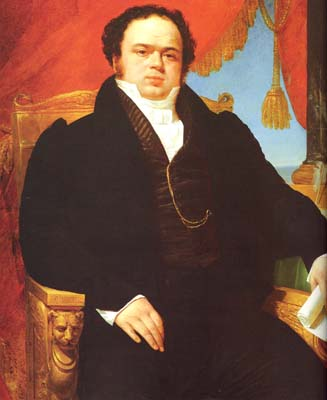
Mariano Egaña, um dos mais destacados membros dos pelucones. Intelectual e legislador, estava convencido dos benefícios da monarquia constitucional.

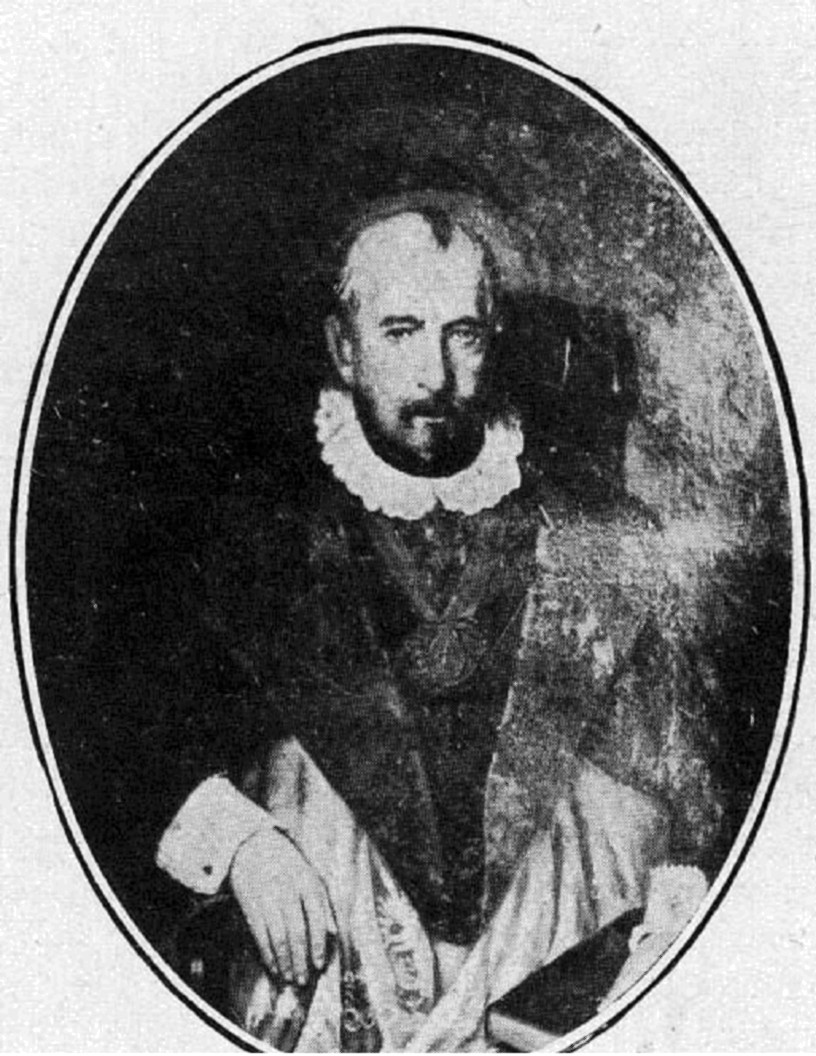
Cônego Juan Francisco Meneses. Secretário da Junta de Governo instaurada pelo grupo em 1830.

Pelucones, em alusão ao anacrônico uso de perucas (peluca em castelhano) por parte da aristocracia, é uma denominação coloquial e depreciativa utilizada no Chile durante a primeira metade do século XX para se referir ao segmento político de orientação conservadora. Já os liberais, eram chamados de pipiolos (inexperientes) pelos pelucones.

## História
Inicialmente, durante a independência do Chile, foram chamados de pelucones, chapetones ou realistas os partidários da conservação de uma relação de dependência política com o Império Espanhol.
Segundo Vicuña Mackenna, foram os membros da família Carrera que batizaram de "pelucones" os deputados realistas e os indecisos que se opuseram à aceleração da independência no congresso de 1811. Sem estar constituído fundamentalmente como um partido, o grupo correspondia aos interesse da aristocracia castelhana santiaguina.
Uma vez declarada a independência, e aceitando-se este fato a contragosto, o grupo se tornou mais heterogêneo, e convocou todos os que desejavam que o novo governo desse continuidade ao modelo político e social vigente durante a colônia. Isto é, agrupou partidário de um governo autoritário, centralizado, próximo à Igreja Católica e que reservasse a participação em órgãos jurídicos quase exclusivamente as famílias tradicionais da capital.
Após a batalha de Lircay, na qual as forças liberais foram derrotadas, os pelucones ascendem ao poder e dão início ao período da história do Chile conhecido como República Conservadora.
Em 1851, ainda no comando do país, os se agruparam no Partido Conservador.

## Algunspelucones

### Aristocratas
- Juan Agustín Alcalde Bascuñán, IV conde de Quinta Alegre
- Fernando Irarrázaval Mackenna, V marquês de la Pica

### Conservadores doutrinários
Intelectuais que apesar de terem apoiado a independência se uniram aos pelucones por suas idéias serem mais próximas da teoria política católica.
- Mariano Egaña
- Diego Antonio Barros

### Clero
- José Santiago Rodríguez Zorrilla
- Juan Francisco Meneses